# Массарский, Александр Самойлович
Александр Самойлович Массарский (5 мая 1928, Городок — 18 декабря 2020, Санкт-Петербург) — советский каскадёр, тренер по самбо и дзюдо, изобретатель, кандидат педагогических наук. Заслуженный тренер РСФСР. Заслуженный работник культуры Российской Федерации. Заслуженный работник физической культуры Российской Федерации. Один из основателей советской школы каскадёров.

## Биография
Родился 5 мая 1928 года в городе Городок Витебской области. Во время Великой Отечественной войны находился с родителями Самуилом Ароновичем Массарским (1887—1959), маляром, и Соней Мееровной Массарской (1905—1999), и старшей сестрой Эйдл (1924) в эвакуации в Свердловске. В 1940-х годах начал заниматься самбо. В 1949 году окончил Ленинградский плановый институт. В 1956 году окончил институт физкультуры имени Лесгафта.
С 1948 года стал выполнять, а затем и ставить трюки в кино. Участвовал в создании более 260 кинокартин, среди которых «Звезда» (1949), «Человек-амфибия» (1961), «Два билета на дневной сеанс» (1966), «Три Толстяка» (1966), «Интервенция» (1968), «Мертвый сезон» (1968), «Белое солнце пустыни» (1970), «Комитет 19-ти» (1971), «Блокада» (1973—1977), «Стрелы Робин Гуда» (1975), «Легенда о Тиле» (1976), «Транссибирский экспресс» (1977), «Золотая мина» (1977), «Трое в лодке, не считая собаки» (1979), «34-й скорый» (1981), «Найти и обезвредить» (1982), «А был ли Каротин?» (1989), «Железный занавес» (1994) и других.
Создал на «Ленфильме» первый в СССР отряд каскадёров. Также занимался операторской работой под водой.
В 1950-х годах увлёкся подводным плаванием и начал разрабатывать кино и фотоаппаратуру для подводных съёмок. Конструкции оказались удачными и выпускались ленинградским заводом ГОМЗ, впоследствии ЛОМО. В 1964 году выпустил книгу «Объектив под водой», где осветил вопросы разработки подводной аппаратуры.
Разработал портативную тепловую камеру «Баня в чемодане», которая выпускалась несколькими предприятиями и применялась для снижения веса спортсменов и в медицине. В 1979 году защитил диссертацию кандидата педагогических наук по теме «Экспериментальное обоснование эффективности применения тепловых воздействий в процессе спортивной тренировки».
Затем работал в Ленинградском механическом институте доцентом кафедры физвоспитания, где организовал Студенческое конструкторское бюро, получившее премию Ленинского комсомола. В СКБ был разработан звёздный фотометр «Фотон», работавший на борту орбитальной станции «Мир». Кроме того, Массарский разработал   бокс для фотосъёмок в открытом космосе.
Является автором более 150 научных работ и патентов на изобретения в разных областях науки и техники.
В 1970-х годах начал тренировать дзюдоистов. Подготовил десятки мастеров спорта. Среди его воспитанников — заслуженные тренеры Анатолий Рахлин, Владимир Подситков, Демид Момот.
В конце 1980-х разработал первую отечественную систему зубной имплантации с полным набором необходимых инструментов и оригинальной технологией имплантации и протезирования.
Долгое время работал старшим тренером Ленинградского областного совета ДСО «Труд» и ЛОС ДСО «Зенит», доцентом кафедры физического воспитания Ленинградского механического института (ныне БГТУ «Военмех»).
В последние годы работал ведущим научным сотрудником кафедры автоматического управления полётами ракет и летательных аппаратов Балтийского технического университета («Военмех»).
В 2006 году А. С. Массарскому было присвоено звание "Почётный доктор СПб БГТУ «Военмех»".
Скончался 18 декабря 2020 года из-за осложнений, вызванных перенесённым COVID-19.

## Личная жизнь
Был женат. Сын — Константин.

## Публикации
- Массарский А. С. Объектив под водой. — Л.: Лениздат, 1964. — 116 с.
- Массарский А. С. Баня в чемодане и её родственники. — СПб.: «Геликон Плюс», 1998. — 68 с. ISBN 5-7559-0008-6
- Массарский А. С. За кадром и в кадре: мемуары. — СПб.: Триада, 2008. — 346 с. — ISBN 978-5-9900851-6-9.
- Массарский А. С. За кадром и в кадре: мемуары. Изд. 2-е, доп. — СПб.: Symposium, 2016. — 380 с. — ISBN 978-5-89091-491-0.
- Массарский А. С. За кадром и в кадре: мемуары. Изд. 3-е, доп. — СПб.: Симпозиум, 2018.- 400 с. — ISBN 978-5-89091-518-4

## Награды
- Заслуженный тренер РСФСР
- Заслуженный работник культуры Российской Федерации (1998)[14]
- Почётный работник общего образования Российской Федерации (1998)
- Заслуженный работник физической культуры Российской Федерации (2018)[15]